# 末寺
末寺（まつじ）是指日本佛教的本山（或稱本寺）支配・統制下的寺院。江戶時代的本末制度確立，將本山・末寺的關係制度化。

## 概要
本寺或稱為本山，總本山、大本山都是本寺，但本寺通常指轄有末寺的有力寺院。在中世，地方的小寺依附在大寺下，藉此受大寺保護或免除稅金，因此產生本末關係。室町時代前後，也開始出現由師徒關係發展而來的本末關係。江戶時代，幕府依宗派、法流的關係制定本末制度，確立本寺・末寺的從屬關係，固定化寺院相互的本末關係。

## 脚注
1. ↑  .   [2024-12-07]. （原始内容存档于2025-01-24）.
2. ↑  .   [2024-12-07]. （原始内容存档于2025-01-20）.
3. ↑  .   [2024-12-07]. （原始内容存档于2025-01-20）.

## 關連項目
- 單立寺院